# Гірка солодкість
Гірка солодкість (англ. Bitter Sweet) — американський мюзикл В.С. Ван Дайка 1940 року.

## Сюжет
Британська аристократка Сара Міллік збігає з-під вінця з власним вчителем музики у Відень - країну веселощів і пісні. Але молодятам доведеться зіткнутися з суворою реальністю і порожнім шлунком. Але удача посміхається тільки тим, хто посміхається їй у відповідь.

## У ролях
- Джанетт МакДональд — Сара Міллік
- Нельсон Едді — Карл Лінден
- Джордж Сендерс — барон фон Траніч
- Ієн Гантер — лорд Шейн
- Фелікс Брессар — Макс
- Едвард Ешлі — Гаррі Девентрі
- Лінн Карвер — Доллі
- Даяна Льюїс — Джейн
- Курт Боїс — Ернст
- Фей Голден — місіс Міллік
- Сіг Руман — Герр Шлік
- Джанет Бічер — леді Давентрі
- Чарльз Джуделс — Герр Вайлер
- Веда Енн Борг — Манон
- Герман Бінг — Маркет Кіпер
- Грета Меєр — мати Людена

## Композиції
- "I'll See You Again" — Сара Міллік
- "Polka" — грали на вечірці
- "If You Could Only Come With Me" — Сара Міллік і Карл Лінден
- "What Is Love" — Сара Міллік і Карл Лінден
- "Kiss Me" — Сара Міллік
- "Tokay" — Карл Лінден
- "Love In Any Language" — Сара Міллік
- "Dear Little Cafe" — Сара Міллік і Карл Лінден
- "Ladies Of The Town" — Сара Міллік і дві не вказані в титрах співачки
- "Una voce poco fa" — танцювали на вечірці
- "Zigeuner (The Gypsy)" — Сара Міллік у фіналі